# Aabeek (België)

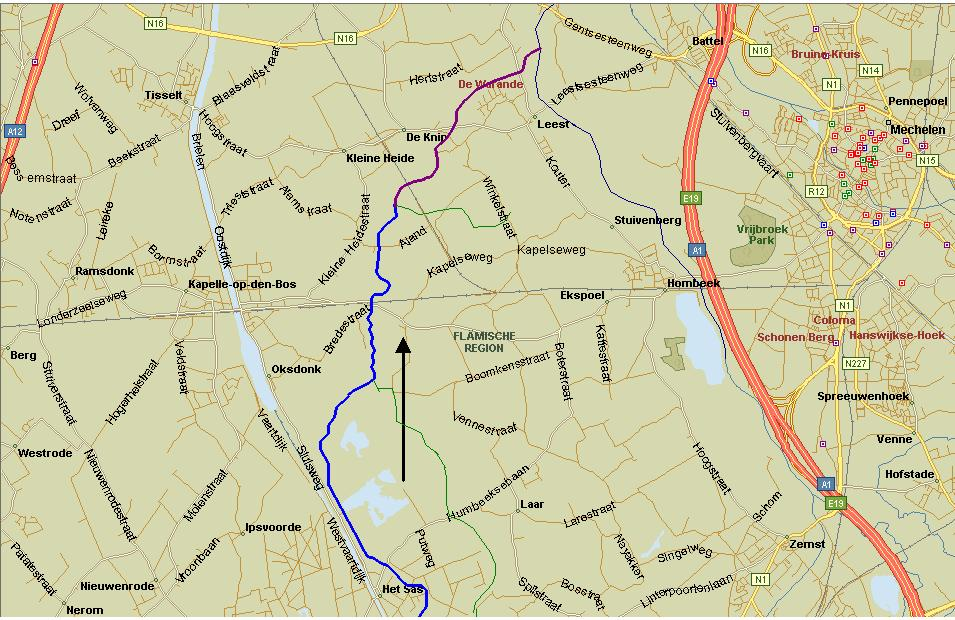
Kaartje van de Aabeek (blauw), wanneer ze Molenbeek wordt, wordt ze paars.

De Aabeek is een beek die ontspringt ten zuiden van de wijk Humbeek-Sas – aan de oostzijde van het Zeekanaal Brussel-Schelde – op een hoogte van 12 meter boven de zeespiegel. Het is een onbevaarbare waterloop van tweede categorie (VHA 6936) en wordt beheerd door de provincie Vlaams-Brabant.
De Aabeek vormt eerst de grens tussen Grimbergen en Humbeek en wat later tussen Humbeek en Zemst. Ze stroomt daarna de gemeente Zemst binnen langs de westrand van het Bos van Aa, waar de vijvers afwateren in de beek. Ten noorden van dat natuurgebied vormt ze de grens tussen de gemeenten Zemst en Kapelle-op-den-Bos, een kilometer later mondt de Laarbeek uit in de Aabeek. Vanaf dan vormt de beek de grens van Kapelle-op-den-Bos met Hombeek (Mechelen). Ze stroomt dan nog verschillende kilometers verder noordwaarts totdat ze net ten zuidwesten van Leest wordt aangevuld door een ander beekje en dan van naam verandert tot Molenbeek.

## Geschiedenis
Op de Ferrariskaarten uit 1777 wordt de Aabeek vermeld als de Galgen Beeck. Dit omdat er vroeger in Humbeek vlak bij deze beek een galg stond.

## Waterkwaliteit
De chemische waterkwaliteit van de Aabeek wordt niet bemeten in het meetnet oppervlaktewater van de Vlaamse Milieumaatschappij (VMM). Er is slechts éénmalig een bepaling van de Belgische Biotische Index (BBI) geweest in 1995, die toen wees op een zeer slechte biologische kwaliteit (meetpunt 356.100 Sluisweg Zemst, BBI 2).
Langs de Aabeek is er aan de Steenstraat een kleine waterzuiveringsinstallatie (KWZI) met een capaciteit van 1350 IE gepland. 

## Galerij

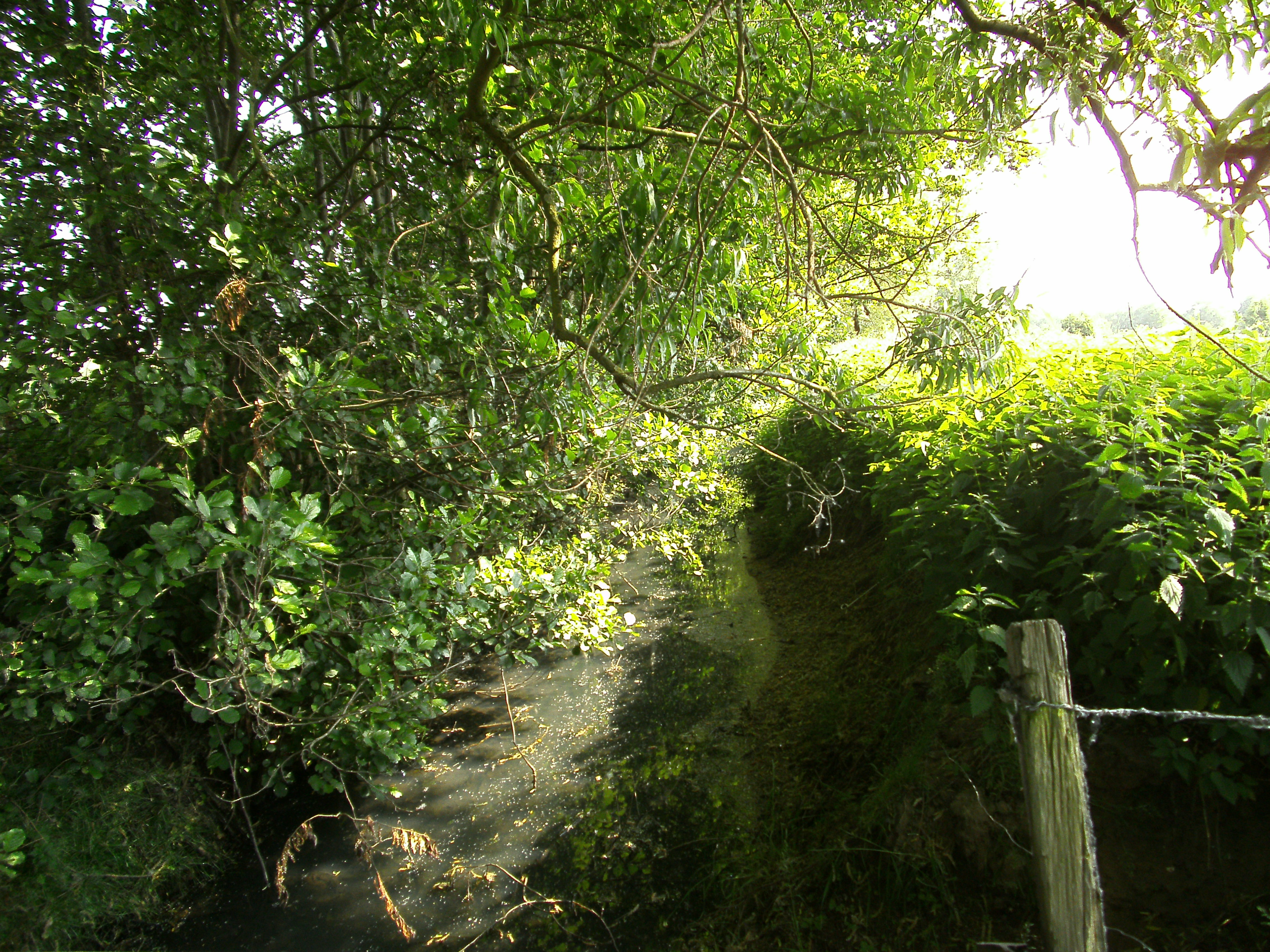
De Aabeek nabij de Rozenbergvoetweg te Humbeek, slechts 1 km van de oorsprong.
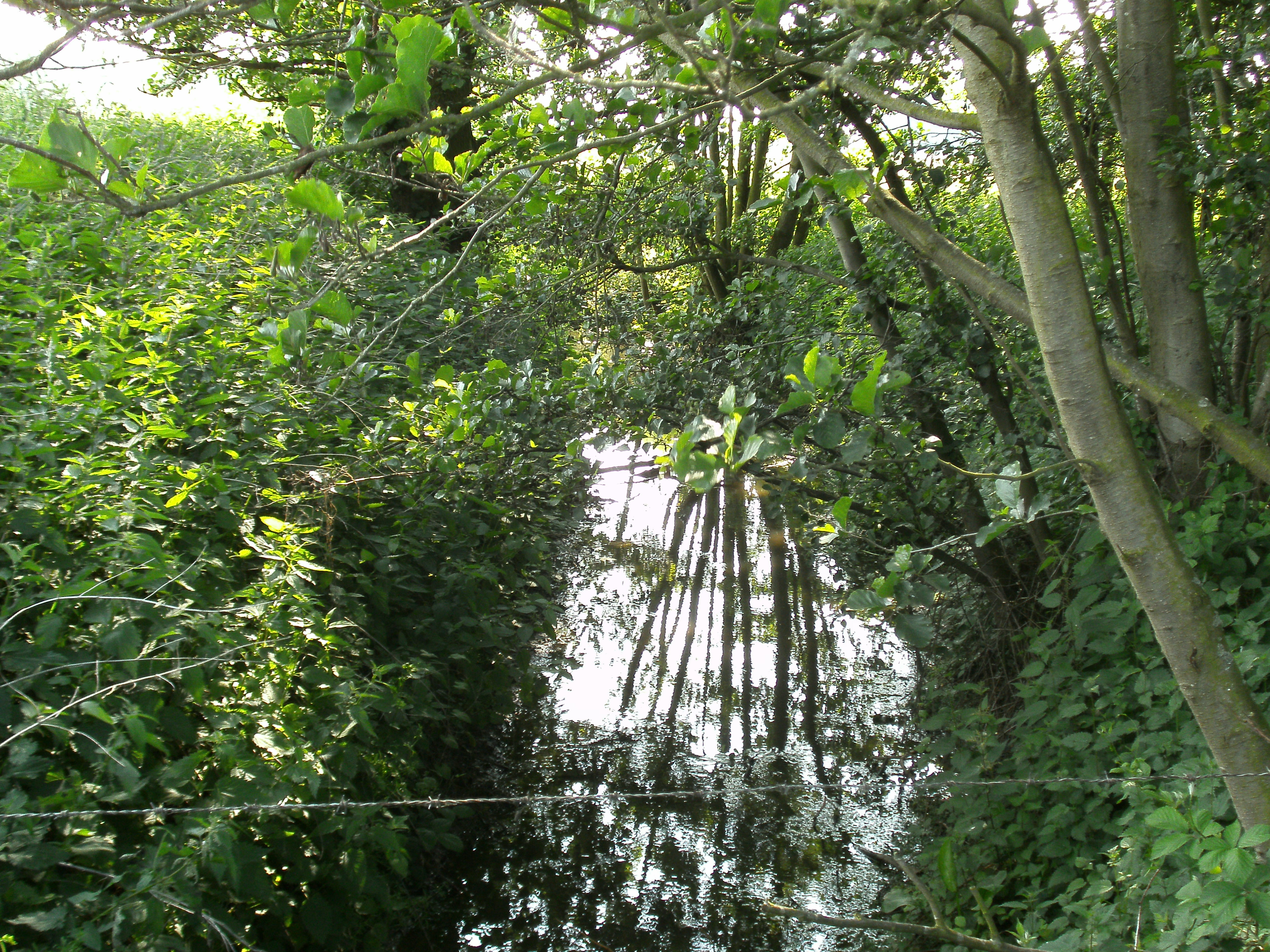
De Aabeek op de grens met Kapelle-op-den-Bos en Zemst.
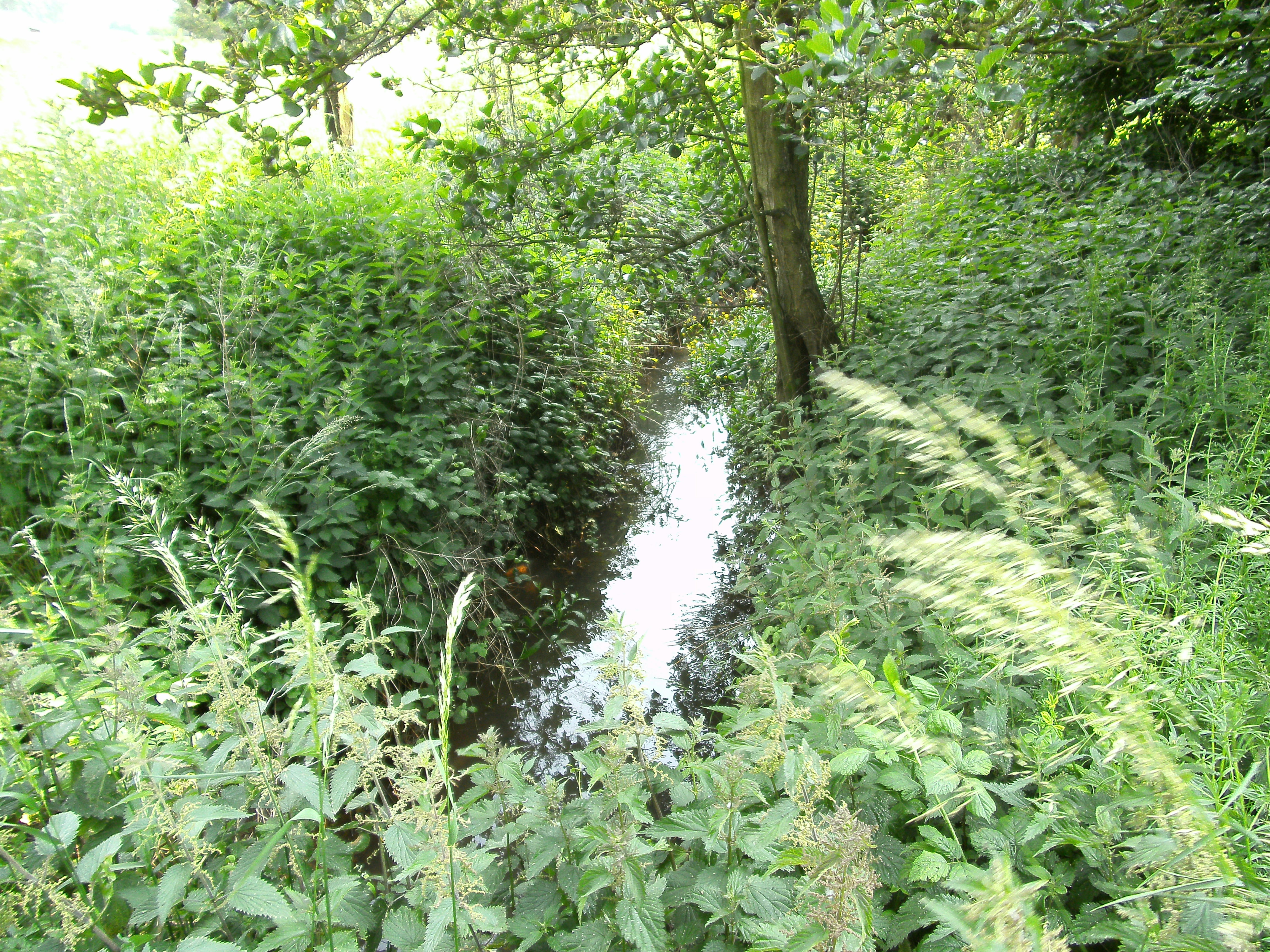
De Aabeek, enkele honderden meters nadat ze is samengevloeid met de Laarbeek. Vanaf dan vormt ze de grens tussen Kapelle-op-den-Bos en Hombeek.